# اولریکه کارگوس
اولریکه کارگوس (آلمانی: Ulrike kargus زاده ۲۶ ژوئن ۱۹۸۳ در برلین) یک بازیگر اهل آلمان است.
وی در فیلم سینمایی زادبوم محصول سال ۱۳۸۷ به کارگردانی ابوالحسن داوودی، به عنوان نقش مقابل بهرام رادان و در نقش نوهٔ پروفسور اشنایدر (یک استاد زیست‌شناس آلمانی) بازی کرده‌است. اولریکه کارگوس بیشتر برای حضور در مجموعه‌های تلویزیونی نظیر «سیبل و مکس» (Sibel & Max) و یک سریال تلویزیونی دیگر به نام تمام دوستی‌ها (پزشکان جوان) شناخته می‌شود.